# Igreja Católica na Guiné-Bissau
A Igreja Católica na Guiné-Bissau é parte da Igreja Católica universal, em comunhão com a liderança espiritual do Papa, em Roma, e da Santa Sé. Apesar da instabilidade política e da pobreza generalizada, as tensões religiosas têm sido mínimas há décadas, mas têm crescido. Grupos terroristas islâmicos estão se envolvendo cada vez mais em atividades ilegais, como o tráfico de drogas.

## História

### Colonização
A Guiné-Bissau tornou-se uma colônia portuguesa em 1446, e, a partir de 1462 os franciscanos foram encarregados da evangelização da região, que à época estava sujeito ao bispo de Cabo Verde. Os comerciantes de escravos não faziam distinção entre os pretos pagãos e cristãos, o que dificultava seriamente a atividade missionária, que acabava por ficar restrita à área costeira. A evangelização mais efetiva do território da atual guineense foi obra dos franciscanos, que chegaram ao território em 1660. Em 1694, o bispo cabo-verdiano Vitoriano do Porto tornou-se o primeiro bispo a visitar o território. A atividade missionária permaneceu esporádica até 1866, quando alguns padres seculares portugueses chegaram para tentar reviver as missões.
Em 1929, havia apenas um padre no país. A restauração da missão começou em 1933, quando os franciscanos franceses estabeleceram uma missão. Padres do Seminário das Missões Estrangeiras de Milão chegaram em 1947. Depois da concordata portuguesa com a Santa Sé em 1940, a situação melhorou muito. A Prefeitura Apostólica da Guiné Portuguesa, com sede em Bissau, a capital, foi criada em 1955 e ficou subordinada à Congregação para os Assuntos Eclesiásticos Extraordinários; foi criada uma diocese em 1977.

### Independência
O país conquistou sua independência em 24 de setembro de 1973, e, durante as eleições de 1994, um levante militar contra os novos líderes desencadeou uma guerra civil, apesar dos esforços do bispo de Bissau, Settimio Ferrazzetta para evitar o golpe. Em junho de 1998 o país foi invadido por tropas senegalesas, porém, uma junta militar assumiu o controle em 1999 e Kumba Yalá foi eleito presidente. A constituição do país, no entanto, continuou a garantir a liberdade de religião e não impôs nenhuma igreja estatal. Durante a guerra civil, a Igreja trabalhou para fornecer ajuda humanitária à crescente população de refugiados da região. Diante de uma economia devastada pelo conflito, a Guiné-Bissau chamou a atenção do Papa João Paulo II no final da década de 1990. Além de repetidos apelos pela paz e um apelo em 1998 para acabar com "o imenso deslocamento da população", o papa pediu que outros países tomassem medidas para impedir o tráfico de armas para a região.

## Atualmente
No ano 2000, havia 29 paróquias, 11 sacerdotes seculares e 54 religiosos, 15 irmãos religiosos e 132 irmãs religiosas trabalhando entre o povo da Guiné-Bissau. As escolas administradas pela Igreja Católica eram 23 primárias e quatro secundárias.
No geral, as relações entre as comunidades religiosas da Guiné-Bissau são positivas, porém, a instabilidade política do país desde o golpe de Estado de 2012 vem comprometendo isso. O islamismo extremista vem crescendo na África Ocidental, ameaçando a paz em grande parte da região. Os ímãs extremistas estrangeiros estão alegadamente ativos nas mesquitas do país. Em 10 de novembro de 2014, os bispos da Guiné-Bissau, juntamente com os do Senegal, Mauritânia e Cabo Verde, foram a Roma para a sua visita ad limina. O Papa Francisco declarou: "Hoje em dia, a fé é ameaçada de muitas formas, seja através de propostas religiosas que são mais fáceis e mais atraentes no plano moral e que estão a surgir de todos os lados, seja pelo fenômeno da secularização, que também diz respeito às sociedades africanas". O Papa também recomendou que as paróquias disponibilizem aos fiéis "uma formação doutrinal e espiritual forte". Ele também apelou a eles que "impeçam que a fé se torne marginalizada em relação à vida pública".
Hoje em dia os franciscanos se concentram em cuidar de serviços de saúde à população. Em 2011 estava presente em oito locais com 38 religiosos – cinco portugueses, 21 guineenses e 12 italianos – a que se juntam as Franciscanas Missionárias do Imaculado Coração de Maria. Atualmente mais de 40 missionários brasileiros atuam na Guiné-Bissau.
Em 2016, os bispos convidaram os políticos a criarem condições políticas para o diálogo: "A classe política nacional deve assumir, com firmeza, o compromisso político de servir com dignidade e sentido de missão de cidadania, o povo guineense", disse uma carta redigida pelos bispos. Em detrimento do crescimento do fundamentalismo islâmico em toda a região, a Conferência Episcopal Regional da África Ocidental de Língua Francesa, que inclui os bispos da Guiné-Bissau, emitiu no dia 22 de maio de 2019 uma mensagem pastoral conjunta, denunciando a "inquietante onda de violência" enfrentada pelos cristãos e apelaram a que os líderes religiosos "se levantem juntos para denunciar qualquer instrumentalização da religião".
O crescimento da tensão política desde 2015, quando o presidente José Mário Vaz demitiu o primeiro-ministro Domingos Simões Pereira, e o bispo de Bafatá, Pedro Carlos Zilli, apelou a que o governo e os grupos da oposição se empenhem no diálogo, enquanto que o bispo de Bissau, Camnate Na Bissign, disse que os guineenses merecem paz, estabilidade e segurança. Atualmente, organismos internacionais concordam que o país não possui recursos para combater a crescente ameaça do terrorismo e do crime organizado.

## Organização territorial

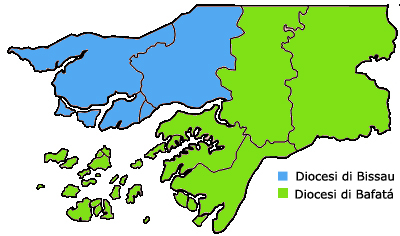
Mapa das dioceses da Guiné-Bissau.

O catolicismo está presente no território, com duas dioceses, ambas imediatamente sujeitas à Santa Sé. Há também a Eparquia da Anunciação de Ibadan, sediada na Nigéria e presente em diversos países africanos, incluindo a Guiné-Bissau, e é voltada para os fiéis católicos que seguem o rito maronita.
| Circunscrições eclesiásticas católicas da Guiné-Bissau | Circunscrições eclesiásticas católicas da Guiné-Bissau | Circunscrições eclesiásticas católicas da Guiné-Bissau | Circunscrições eclesiásticas católicas da Guiné-Bissau | Circunscrições eclesiásticas católicas da Guiné-Bissau |
| Circunscrição                                          | Ano de ereção                                          | Catedral                                               | Foto                                                   | Ref.                                                   |
| ------------------------------------------------------ | ------------------------------------------------------ | ------------------------------------------------------ | ------------------------------------------------------ | ------------------------------------------------------ |
| Diocese de Bafatá                                      | 2001                                                   | Catedral de Nossa Senhora da Graça                     |                                                        | [ 13 ]                                                 |
| Diocese de Bissau                                      | 1977                                                   | Catedral de Nossa Senhora da Candelária                |                                                        | [ 14 ]                                                 |
| Eparquia da Anunciação de Ibadan                       | 2014                                                   | Catedral de Nossa Senhora da Anunciação                |                                                        | [ 12 ]                                                 |

## Conferência Episcopal
A Guiné-Bissau não tem uma conferência episcopal própria, mas seu episcopado é parte da Conferência dos Bispos do Senegal, da Mauritânia, de Cabo Verde e da Guiné-Bissau, que foi criada em 1970.

## Nunciatura Apostólica
A Delegação Apostólica da Guiné-Bissau foi criada em 1975, e elevada a nunciatura apostólica em 29 de maio de 1987.

## Visitas Papais
O país foi visitado pelo Papa São João Paulo II em 1990, juntamente com outros países: Cabo Verde e Mali, Burquina Fasso e Chade.
| “ | Aos oprimidos pela pobreza e pela doença, desejo nesta hora deixar uma palavra de conforto: que se sintam amados e estimados pela Igreja e pelo Papa, assim como os ama e estima o próprio Jesus Cristo, Filho de Deus. [...]. Senhor Presidente e queridos Guineenses, para concluir, quero dizer; gostei da Guiné-Bissau e da sua gente. Levo comigo uma lembrança grata. Exorto a todos a viverem como bons cidadãos em harmonia operosa. Ao deixar este País reitero os votos de que o meu serviço apostólico possa contribuir para o maior bem da sociedade nacional; e de que se continue a construir aqui uma comunidade onde reinem a solidariedade, a paz, a justiça e o amor. E peço a Deus que, fiéis à sua identidade, cada vez mais todos os Guineenses sejam felizes, nos caminhos do progresso e da prosperidade. Muito obrigado a todos! E que Deus onipotente abençoe a Guiné-Bissau e o querido Povo guineense! | ” |
|   | — Discurso de São João Paulo II no encerramento de sua visita pastoral à Guiné-Bissau. |   |